# 장미산 (강원)
장미산은 대한민국 강원특별자치도 평창군에 있는 978.8m의 산이다. 

## 같이 보기
- 한국의 산 목록